# Ялангачево
Яланга́чево (баш. Яланғас — от названия реки Яланғас (рус. Ялангашка) — деревня в Балтачевском районе Башкортостана, относится к Ялангачевскому сельсовету.

## Географическое положение
Расстояние до:
- районного центра (Старобалтачево): 34 км,
- ближайшей ж/д. станции (Куеда): 101 км.

## Население
| 2002 | 2009 | 2010 |
| ---- | ---- | ---- |
| 245  | ↘216 | ↘211 |

## Известные жители
- Хазиев, Фангат Хаматович (род. 27 апреля 1936, с. Ялангачево) — почвовед, агрохимик, агроэколог, член-корреспондент АН РБ (1991), доктор биологических наук (1983), профессор (1989), заслуженный деятель науки РФ (1997), заслуженный деятель науки БАССР (1985).